# سياسة الذاكرة الجمعية

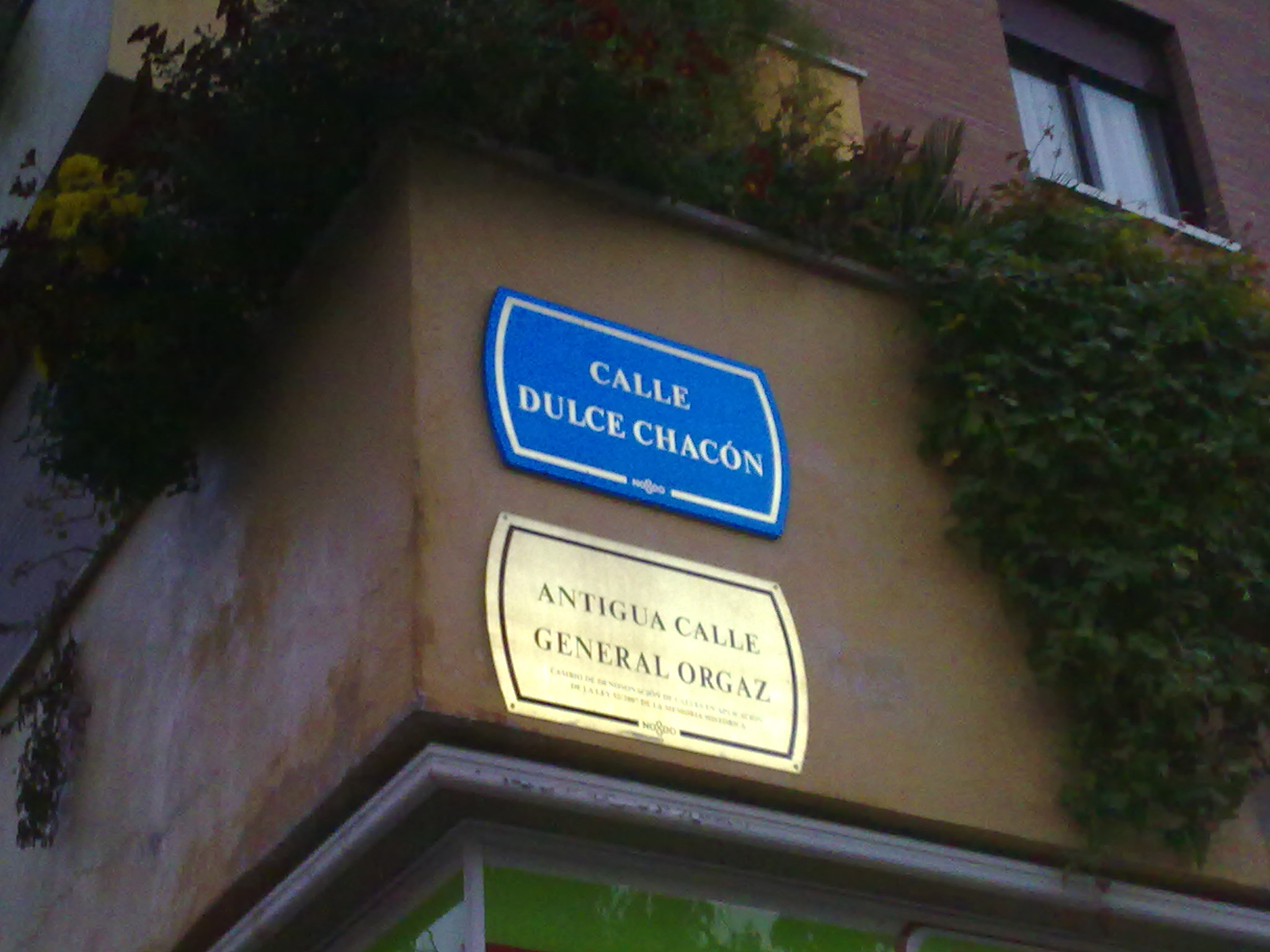
لافتة شارع في إشبيلية، تحل محل الاسم القديم وفقًا لقانون الذاكرة التاريخية.

سياسة الذاكرة الجمعية هي تدخل الفاعلين السياسيين في تشكيل الذاكرة الجماعية عن طريق التذكير بالأحداث التاريخية أو تجاهلها.

## قبرص
لكل من الطرفين في الصراع في قبرص ذكريات مختلفة عن الأحداث التي أدت لانقسام الجزيرة. يصف علماء النفس حالة الأشخاص الذين يعانون من إصابات في الرأس ويذكرون بعض الذكريات وينسون أخرى بالذاكرة الانتقائية. تأثير الصدمات الاجتماعية، كالحروب، له أثر مماثل لحالة الذاكرة الانتقائية.
الذاكرة الانتقائية قد تستغل لغرض سياسي، مثلا لتبرير مطالب جماعة دون أخرى. وقبرص مثال على هذه الظاهرة. فالصراع الذي طال أمده في الجزيرة يعكس الجذور العميقة لمفهوم:الوطن عند القبارصة الأتراك واليونانيين.